# Wine It Up
„Wine It Up” – singel Lucenzo wykonany wspólnie z Seanem Paulem oraz wydany w 2012 roku.

## Lista utworów
- Digital download promo (23 lipca 2012)[1]

1. „Wine It Up” (Radio Edit) – 3:27

- CD singel (5 października 2012)[2]

1. „Wine It Up” (Radio Edit)
2. „Wine It Up” (A/Class Edit)

## Notowania na listach przebojów
| Kraj/Region | Lista (2012)    | Najwyższa pozycja |
| ----------- | --------------- | ----------------- |
| Szwajcaria  | Singles Top 75  | 16                |
| Francja     | Top 100 Singles | 33                |
| Austria     | Singles Top 75  | 34                |
| Niemcy      | Top 100 Singles | 48                |
| Holandia    | Single Top 100  | 56                |